# Acide pinolénique
L'acide pinolénique, parfois improprement appelé acide pinoléique, est un acide gras polyinsaturé oméga-6 correspondant à l'acide tout-cis-Δ5,9,12 octadécatriénoïque (18:3). On le trouve dans le pin de Sibérie, le pin blanc de Corée et plus particulière dans l'huile extraite des pignons correspondants.